# Thanis Areesngarkul
Thanis Areesngarkul (* 12. August 1962) ist ein thailändischer Fußballtrainer und ehemaliger Fußballspieler.

## Karriere

### Spieler

#### Verein
In welchen Vereinen Thanis Areesngarkul gespielt hat, ist unbekannt.

#### Nationalmannschaft
Thanis Areesngarkul spielte zweimal für die thailändische Nationalmannschaft. Hier kam er 1992 bei der Asienmeisterschaft in Japan zum Einsatz.

### Trainer
Thanis Areesngarkul stand 2009 beim Erstligisten FC Buriram PEA in Buriram unter Vertrag.
Von Januar 2017 bis März 2017 trainierte er den Zweitligisten Army United aus der thailändischen Hauptstadt Bangkok.
Seit dem 29. März 2017 ist er vertrags- und vereinslos.